# 田中綱常
田中綱常（日语：／ Tanaka Tsunatsune，天保十三年十一月二十一日— 明治三十六年三月二十五日，1842年12月22日—1903年3月25日），江戶時代末的薩摩藩藩士，後為大日本帝国明治時代之政府官員，原軍職為海軍少將，本籍鹿兒島縣。田中綱常於1895年（明治28年）6月5日於台灣擔任台北縣知事，管轄今臺北市、新北市、宜蘭縣及基隆市等地之行政事務，正四位勳三等。

## 生平
田中綱常出身薩摩藩，明治維新後入日本陸軍。在出兵臺灣（牡丹社事件）時曾隨谷干城隨行。
1877年（明治十年），轉入日本海軍，任上尉。曾任海軍兵學校教務副總裁、海軍省調度局長、兵器製造所長、造兵廠長、技術会議議員、石炭（煤）調査員、比叡、迅鯨艦長、吳鎮守府兵營部長。1893年（明治二十六年）出任少將。
1894年（明治二十七年），甲午戰爭爆發，田中綱常參戰。1895年3月，日軍發動澎湖之役，於1895年3月23日派軍登陸澎湖本島，3月25日攻下澎湖。並設置「澎湖列島行政廳」。澎湖遂成為日本在台灣最早統治的地區。田中綱常出任首任澎湖列島行政廳長官。1895年5月13日，出任台北縣知事。
1896年，出任勅選貴族院議員。
1903年3月25日逝世。

## 祭祀

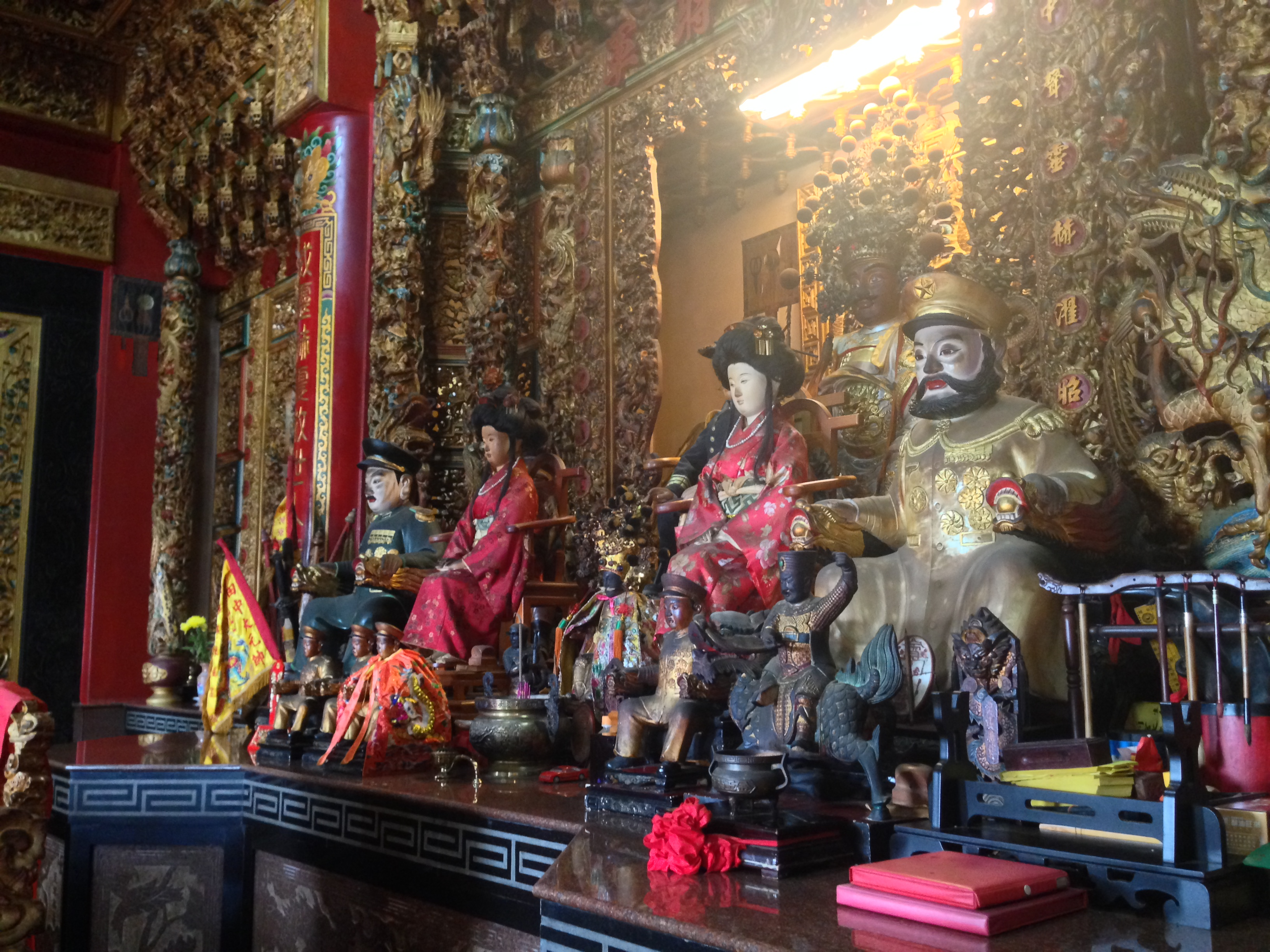
枋寮東龍宮神像

在臺灣屏東縣枋寮鄉有主祭田中綱常的廟宇枋寮東龍宮。

## 相關的史料與研究
- 劉寧顏 編：《重修台灣省通志》，台北市：台灣省文獻委員會，1994年。

| 大日本帝国政府职务 | 大日本帝国政府职务                         | 大日本帝国政府职务           |
| ------------------ | ------------------------------------------ | ---------------------------- |
| 新頭銜             | 澎湖列島行政廳長官 1895年3月－1895年6月5日 | 繼任： 宮內盛高 澎湖島廳島司 |
| 新頭銜             | 台北縣知事 1895年5月13日－1896年4月1日     | 繼任： 橋口文藏              |